# Mihail Jora
Pour les articles homonymes, voir Jora.
Mihail Jora (prononciation roumaine : [mihaˈil ˈʒora] ; 2 août 1891, Roman (Neamț), Roumanie - 10 mai 1971, Bucarest, Roumanie) est un compositeur, pianiste et chef d'orchestre roumain.

## Biographie
Il fait ses premières études musicales à Iași, d'abord avec un professeur privé de 1901 à 1912 puis il étudie la théorie au Conservatoire de cette ville de 1909 à 1911. Il étudié ensuite à Leipzig avec Robert Teichmüller et Max Reger de 1912 à 1914. Après la Première Guerre mondiale, il va à Paris pour étudier auprès de Florent Schmitt de 1919 à 1920.  
De 1929 à 1962, il a été professeur au conservatoire de Bucarest où il a enseigné la composition, notamment à Myriam Marbe et à Felicia Donceanu. En 1920, il est membre fondateur de la Société des compositeurs roumains. Il a travaillé de 1928 à 1933 en tant que directeur et chef d'orchestre de l'Orchestre Radio de Bucarest. De 19321 à 1945, il est conseiller à l'Opéra de Bucarest. En 1944, il est devenu le vice-président de la Société des compositeurs roumains. Cependant le nouveau gouvernement communiste a très vite critiqué son « formalisme ». En 1953, il a été réhabilité et il a reçu de nouveau la permission de joindre l'Union des compositeurs. Il est aussi critique musical.  
Il est considéré, en Roumanie, comme l'un des meilleurs compositeurs de l'école nationale romantique, possédant une inspiration lyrique très prononcée. Il a enseigné à de nombreux élèves de la jeune génération suivante. Il est notamment l'auteur d'un livre, Momente muzicale, publié à Bucarest en 1968, qui constitue un point important de l'éducation musicale de son temps.  
Il a composé quatre ballets, une symphonie, deux ouvrages majeurs pour l'orchestre, des ouvrages de musique de chambre et beaucoup de pièces pour le piano, de musique chorale et de musique vocale.